# Sergio Cervato
Sergio Cervato (Carmignano di Brenta, 22 de outubro de 1929 - 9 de outubro de 2005) foi um futebolista e treinador italiano que atuava como defensor.

## Carreira
Sergio Cervato fez parte do elenco da Seleção Italiana de Futebol na Copa do Mundo de 1954, na Suíça, ele não atuou.